# دلبران (فیلم)
دلبران فیلمی به کارگردانی و نویسندگی ابوالفضل جلیلی ساخته سال ۱۳۷۹ است.

## خلاصه فیلم
یک پسربچه افغان به ایران می‌آید و در یک قهوه‌خانه مرزی مشغول به کار می‌شود. پس از مدتی، دولت جاده‌ای را که از کنار قهوه‌خانه می‌گذرد می‌بندد و قهوه‌خانه مشتریانش را از دست می‌دهد. پسرک افغان پس از مرگ قهوه چی، میخ‌هایی را که قهوه چی پیش از مرگش از روستا خریده بود در جاده جدید می‌ریزد.

## جشنواره‌ها
جشنواره‌های فیلم دلبران به شرح زیر است
- جایزه دن کیشوت جشنواره بین‌المللی فیلم لوکارنو ـ دوره پنجاه و چهارم (سوئیس)
- جایزه ویژه هیئت داوران جشنواره بین‌المللی فیلم لوکارنو ـ دوره پنجاه و چهارم (سوئیس)
- شرکت در جشنواره فیلم فجر ـ دوره نوزدهم
- شرکت در جشنواره جشن خانه سینما ـ دوره پنجم
- شرکت در جشنواره بین‌المللی فیلم سینمانوو ـ دوره نوزدهم (بلژیک)
- شرکت در جشنواره بین‌المللی فیلم لندن ـ دوره چهل و پنجم (انگلستان)
- شرکت در جشنواره بین‌المللی فیلم گوتنبرگ ـ دوره بیست و پنجم (سوئد)
- شرکت در جشنواره بین‌المللی سینمای عرب و ایران سیاتل ـ دوره پنجم (آمریکا)
- شرکت در جشنواره بین‌المللی فیلم روتردام ـ دوره سی و یکم (هلند)
- شرکت در جشنواره بین‌المللی فیلم تورنتو ـ دوره بیست و پنجم (کانادا)
- شرکت در جشنواره بین‌المللی فیلم مونترال ـ دوره بیست و پنجم (کانادا)
- شرکت در جشنواره بین‌المللی فیلم ملبورن ـ دوره پنجاه و یکم (استرالیا)
- شرکت در جشنواره بین‌المللی فیلم هنگ کنگ ـ دوره بیست و ششم (هنگ کنگ)
- شرکت در جشنواره بین‌المللی فیلم‌هایی از جنوب ـ دوره دوازدهم (نروژ)
- شرکت در جشنواره بین‌المللی فیلم هامبورگ ـ دوره نهم (آلمان)
- شرکت در جشنواره بین‌المللی فیلم بریسبن ـ دوره یازدهم (استرالیا)
- شرکت در جشنواره بین‌المللی فیلم اوپن دوک، فوکوس اوپ هت زوییدن ـ دوره دهم (بلژیک)
- شرکت در جشنواره بین‌المللی فیلم استانبول ـ دوره بیست و یکم (ترکیه)
- شرکت در جشنواره بین‌المللی فیلم سنگاپور ـ دوره پانزدهم (سنگاپور)
- شرکت در جشنواره بین‌المللی فیلم سن فرانسیسکو ـ دوره چهل و پنجم (آمریکا)
- شرکت در جشنواره بین‌المللی فیلم سائوپائولو ـ دوره بیست و ششم (برزیل)
- شرکت در جشنواره بین‌المللی فیلم کارلوی واری ـ دوره سی و هفتم (چک)
- شرکت در جشنواره بین‌المللی فیلم کارگردانان جدید، فیلم‌های جدید نیویورک ـ دوره سی و یکم (آمریکا)
- شرکت در جشنواره بین‌المللی فیلم شب ـ دوره سیزدهم (دانمارک)
- شرکت در جشنواره بین‌المللی فیلم سیدنی ـ دوره چهل و نهم (استرالیا)
- شرکت در جشنواره فیلم سه قاره نانت ـ دوره بیست و پنجم (فرانسه)
- شرکت در جشنواره برنامه «فاصله نزدیک دور» در خانه فرهنگ‌های جهان (آلمان)